# Mohammed VI (satelliet)
Mohammed VI is een duo Marokkaanse kunstmatige satellieten, bestaande uit Mohammed VI-A en Mohammed VI-B. Deze zijn in staat om opnamen met hoog oplossend vermogen te maken, voor zowel civiel als militair gebruik. De verwachte levensduur bedraagt minimaal vijf jaar en de totale kosten worden geraamd op een half miljard euro.
Over deze kunstmanen zijn weinig technische details vrijgegeven. Ze staan ook bekend onder de naam MN35-13. Marokko plaatste in 2013 een bestelling voor twee exemplaren, na het sluiten van een overeenkomst met Frankrijk. De onderhandelingen hierover namen bijna drie jaar in beslag. De bedrijven Thales Alenia Space en Airbus Defense and Space, normaliter concurrenten, werkten samen. Thales bouwde het opnamesysteem.
Onafhankelijke waarnemers gaan ervan uit dat deze twee satellieten zijn gebaseerd op het AstroSat-1000 ontwerp van Airbus. Qua uiterlijk komen ze overeen met het Falcon Eye-type, (die de VAE bij Airbus heeft besteld) en de Franse Pleiades-satellieten. Deze zijn uitgerust met drie zonnepanelen. Hun opnamen hebben een resolutie van 70 cm; beeldbewerking voert dit op tot 50 cm. Het systeem kan dagelijks 500 opnamen van de Aarde maken, zowel in zichtbaar licht als in IR. De gemaakte foto's worden om de zes uur doorgeseind naar een grondstation nabij Rabat-Sale.
Marokko kan de kunstmanen gebruiken voor het bewaken van grenzen en kustlijn; tevens kan het land zo Polisario in het oog houden. Andere mogelijkheden zijn cartografie, milieuonderzoek, het tijdig opmerken van dreigende natuurrampen en informatieverstrekking aan landbouw.

## Mohammed VI-A
De eerste uit de serie, Mohammed VI-A werd gelanceerd op 8 november 2017 met een Vega-draagraket vanaf het in Frans-Guyana gelegen Centre Spatial Guyanais. Deze kunstmaan met een massa van 1110 kg kwam in een baan met een apogeum van 646 km en een perigeum van 643,5 km. De omlooptijd bedroeg 97,5 minuten bij een inclinatie van 98°.

## Mohammed VI-B
Deze kunstmaan werd op 21 november 2018 om 01:42 UTC door Arianespace gelanceerd met een Vega-raket. De satelliet met een massa van 1108 kg kwam in een zonsynchrone baan met een apogeum van 646,6 km en een perigeum van 644,8 km. De omlooptijd bedroeg 97,5 minuten en de inclinatie 98°.